# Abraxas sylvata
Abraxas sylvata là một loài bướm đêm thuộc họ Geometridae được đặt tên bởi Giovanni Antonio Scopoli năm 1763.
Loài bướm này phần lớn màu trắng với các đốm hơi nâu dọc cánh. Có một số điểm nhỏ màu xám nhạt ở cánh sau và cánh trước. Con trưởng thành bay từ cuối tháng 5 đến đầu tháng 8. Chúng ưa sáng. Sải cánh dài từ 38 mm đến 48 mm. Loài bướm này sinh hoạt về đêm và ban ngày có thể dễ dàng tìm thấy nó.

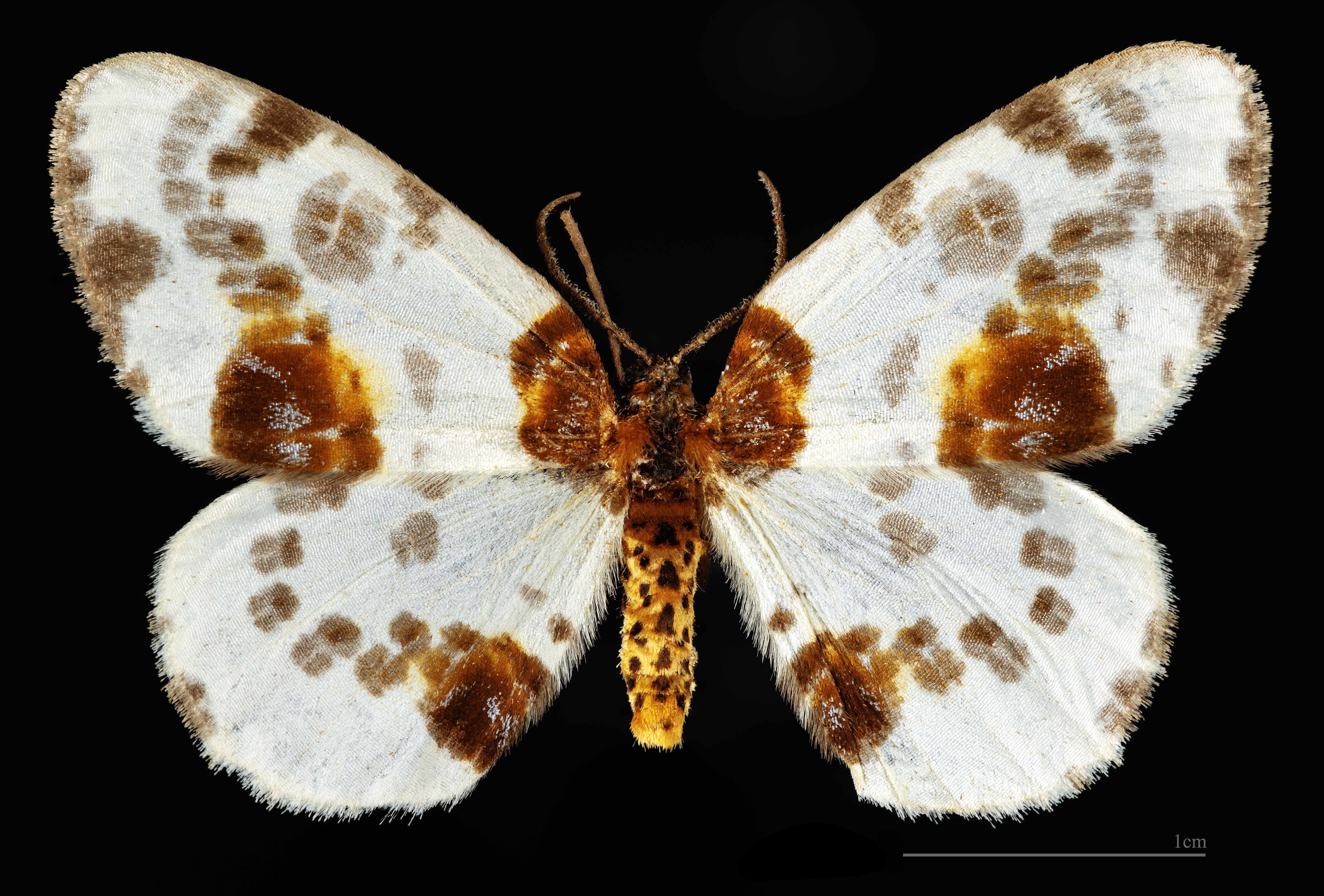
♂
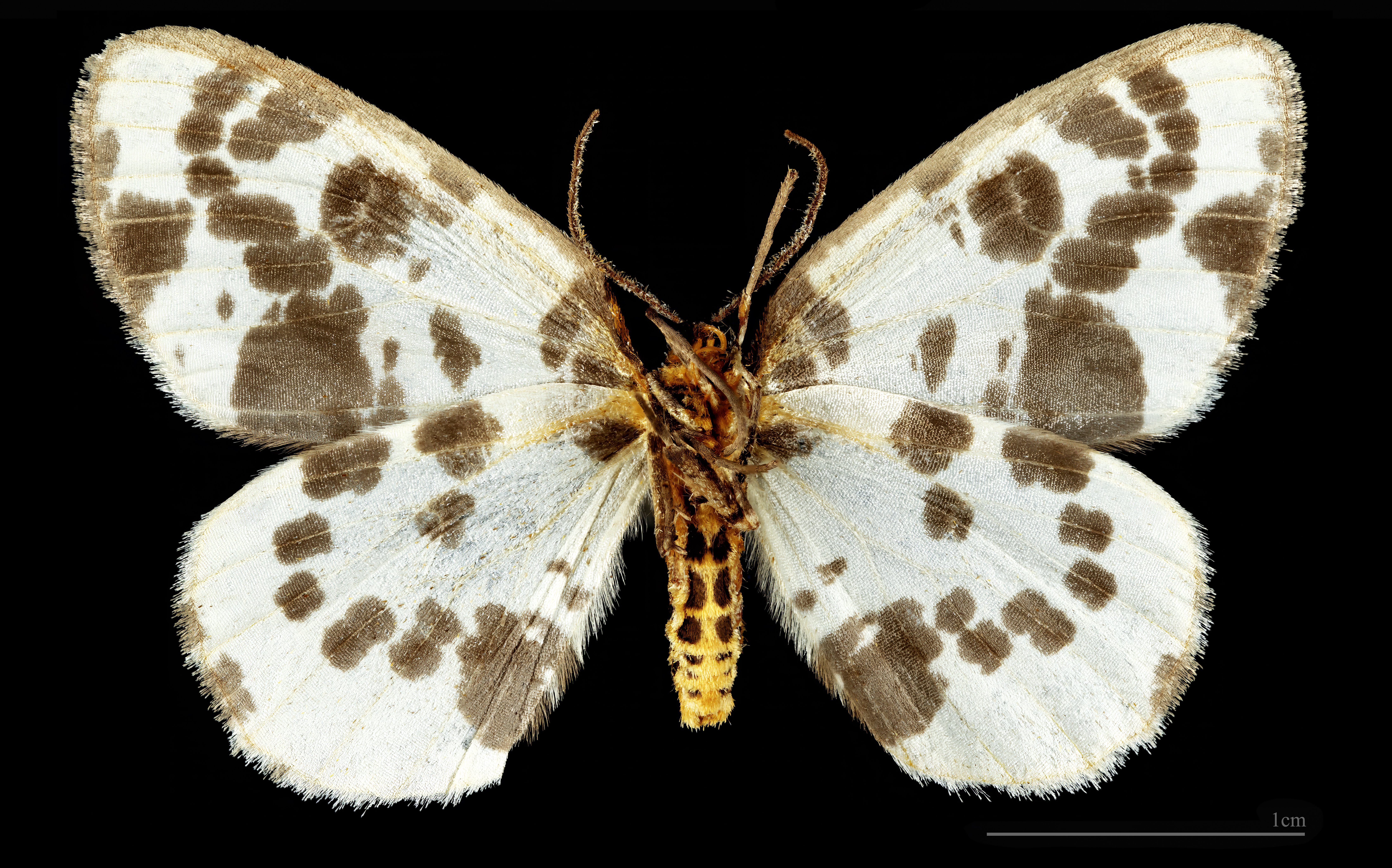
♂ △
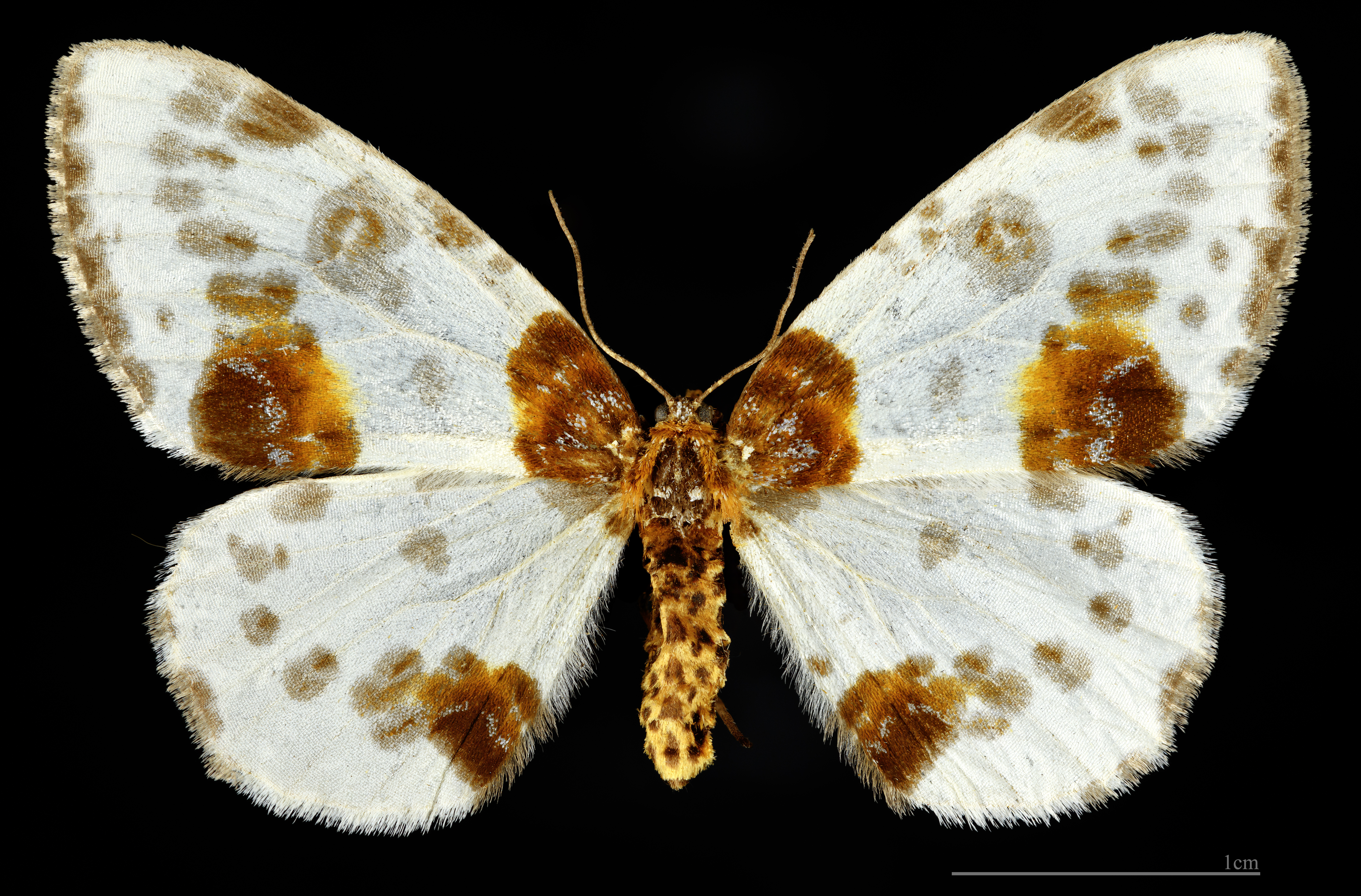
♀
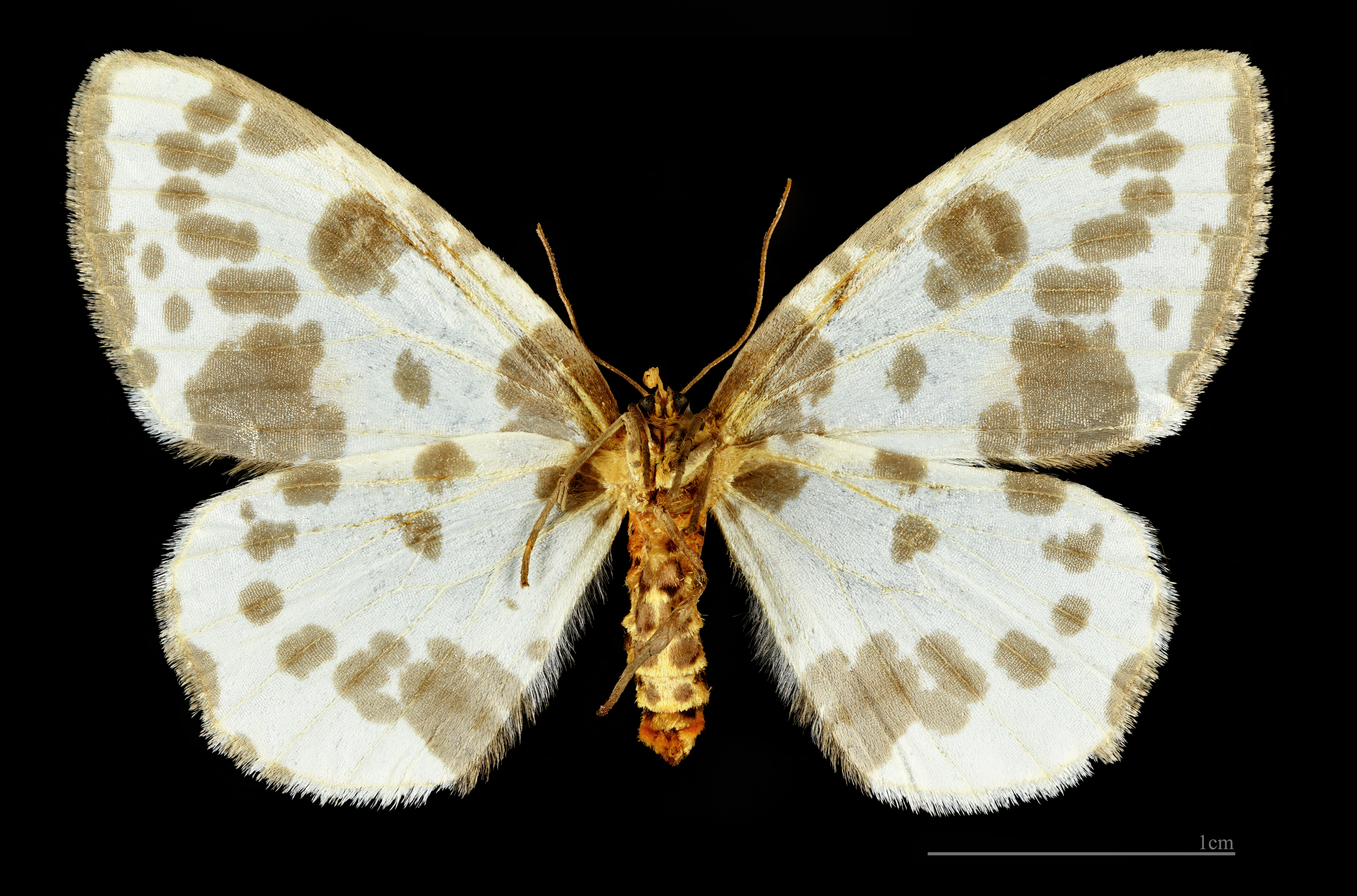
♀ △
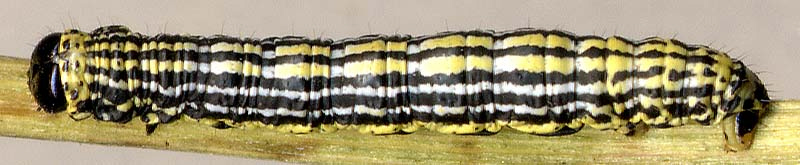
Larva
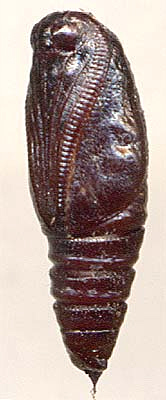
Pupa
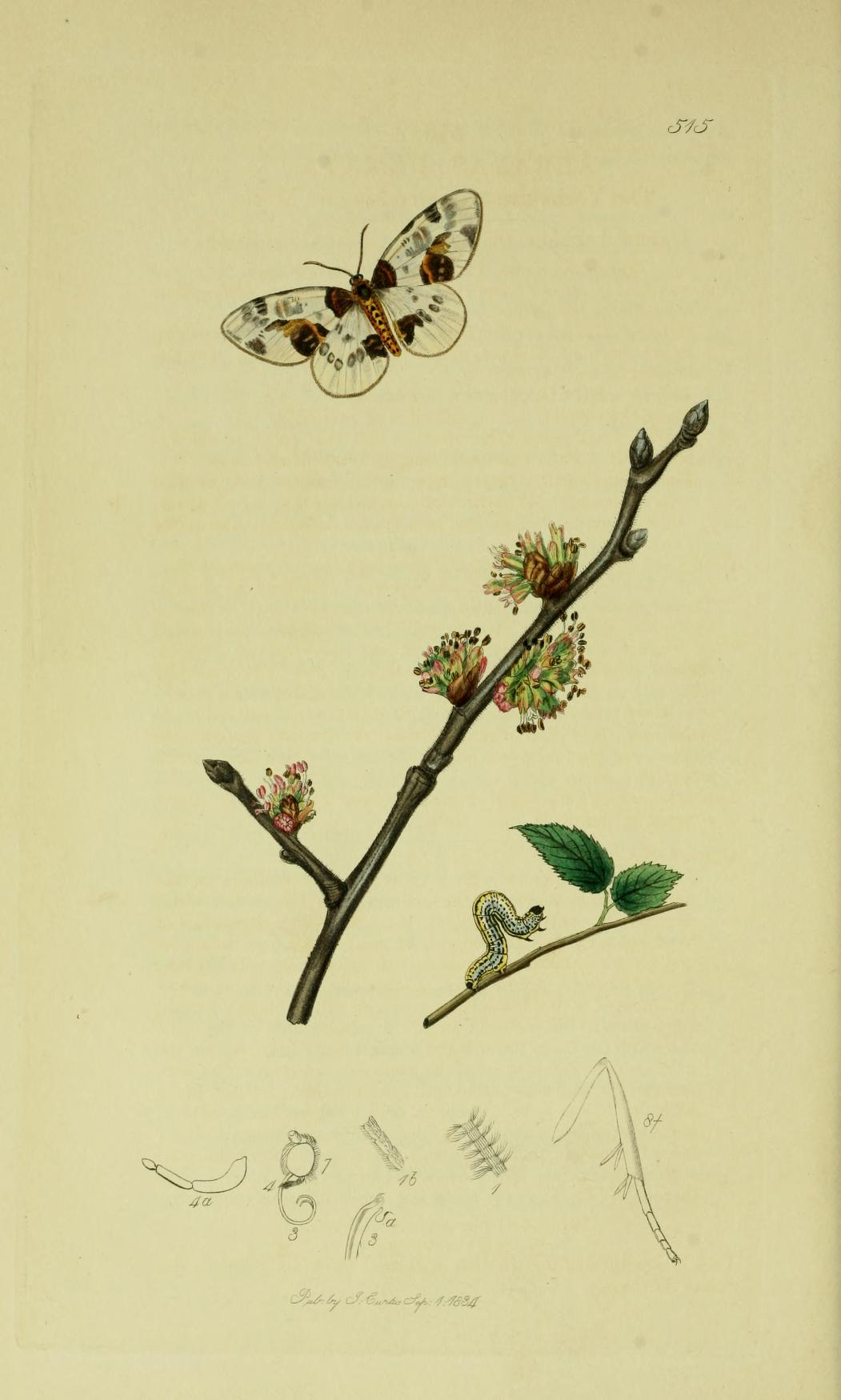
Minh họa từ Curtis's British Entomology Volume 6